# Rhizophagus perforatus
Rhizophagus perforatus är en skalbaggsart som beskrevs av Wilhelm Ferdinand Erichson 1845. Rhizophagus perforatus ingår i släktet Rhizophagus, och familjen gråbaggar. Arten är reproducerande i Sverige.